# Carola
Carola is een meisjesnaam. De naam is, evenals bijvoorbeeld Carolien en Carlijn, afgeleid van de jongensnaam Karel, een Germaans woord voor "man" in de betekenis "vrij maar niet van adel". Het Nederlandse woord kerel heeft dezelfde oorsprong. Carola is de vrouwelijke vorm van de Latijnse vorm Carolus.
De naam Carola komt veel voor in landen als Duitsland en Zweden.

## Bekende naamdraagsters
- Carola, Finse jazz- en schlager-zangeres
- Carola Häggkvist, winnares van het Eurovisiesongfestival
- Carola Hamer, voormalig diskjockey bij 3FM
- Carola Smit, voormalig zangeres van BZN